# Sirafjorden
Sirafjorden eller Sirafjord er et havområde der ligger  mellem Utsira og Karmøy i Rogaland fylke i Norge. Fjorden strækker sig 16 kilometer mod vest  fra holmene ud for   Veavågen og Kvalavåg på Karmøy til Utsira.
Dybderne er mellem 125-250 meter, dybest ved Utsira i vest. Indløbet til Boknafjorden ligger længere mod syd, på sydsiden af Karmøy, mens Føynfjorden og Urterfjorden ligger længere mod  nord. Havområdet udgør en indre rende af Norske Rende forbi Utsira, men har ikke så dybt og saltholdigt vand som rende på ydersiden.
I vest mod Utsirakysten ligger Indre Utsira hydrografiske stasjon, hvor Havforskningsinstituttet siden 1942 har målt temperaturer og saltindhold i Sirafjorden.